# Anaxàndrides I
Anaxàndrides I (en llatí Anaxandrides, en grec antic Ἀναξανδρίδης) era fill de Teopomp, que va ser el novè rei euripòntida d'Esparta. Sembla que va ser rei entre els anys 675 aC i 645 aC.
Diu Pausànias que no va ser mai rei, i de Teopomp el tron va passar a Zeuxidam però Heròdot l'anomena com a l'ancestre del rei Leotíquides quan menciona els seus antecessors: Menares, Hegesilau, Hippocràtides, Leotíquides, Anaxilau, Arquídem, Anaxàndrides, Teopomp, Nicandre, Carilau, Eunom d'Esparta, Polidectes, Pritanis, Euripó, Procles, Aristodem, Aristòmac, Cleodeu, Hil·los i Heràcles, tots reis d'Esparta excepte els set primers «després de Leotíquides», però sembla que Heròdot va cometre un error i eren els set «inclòs» Leotíquides.